# Samson (géant de Mauterndorf)
Pour les articles homonymes, voir Samson (homonymie).
Le géant Samson de Mauterndorf est accompagné de deux figures naines, un homme et une femme. Samson mesure 4,75 m et pèse 65 kg. Sa carcasse est composée de deux perches verticales, autour desquelles sont fixés des cercles horizontaux en noisetier. La tête, en polyester depuis 1990, repose sur une tige de fer à l'aide de laquelle elle peut être tournée de tous les côtés par le porteur. L'armature est tendue de tissu, de façon à donner au géant l'apparence d'un guerrier antique. Les bras et le buste sont revêtus de drap rouge; une toile blanche tombe en biais de l'épaule droite sur la poitrine; la partie inférieure du corps est entourée d'un vêtement à rayures verticales rouges et blanches; un manteau bleu couvre les épaules et le dos.
Samson porte sur la tête un casque argenté à long panache; il tient de la main droite une lance et, de la gauche, une mâchoire d'âne. Une épée pend à la ceinture. Un garçon costaud porte la figure géante sur ses épaules, et quatre autres l'accompagnent pour lui montrer le chemin et l'aider. Samson est promené en cortège profane l'après-midi du dernier « Prangtag» (fête patronale) et lors des fêtes populaires. Précédé de la fanfare, le cortège part de la maison communale pour aller au château en traversant le bourg, et refait le même chemin en sens inverse. Il s'arrête devant les maisons des personnalités du bourg, des hôtes d'importance et devant les auberges pour danser sur l'air de la « Valse de Samson». Les porteurs et accompagnateurs sont invités à consommer en remerciement, et le géant fait des courbettes cérémonieuses en l'honneur des spectateurs.
Jusqu'en 1803, année où le gouvernement provincial de Salzbourg interdit partout les représentations symboliques de personnages dans les processions religieuses, Samson avait sa place à côté d'autres groupes de figures, telles que celles de la Vierge, de l'Enfant Jésus et du Bon Pasteur, dans les processions matinales du «Prangtag» (fête du patron de la paroisse).